# Bistum Viviers
Das Bistum Viviers (lateinisch Dioecesis Vivariensis, französisch Diocèse de Viviers) ist ein römisch-katholisches Bistum in Frankreich mit Sitz in Viviers (Ardèche).

## Weblinks

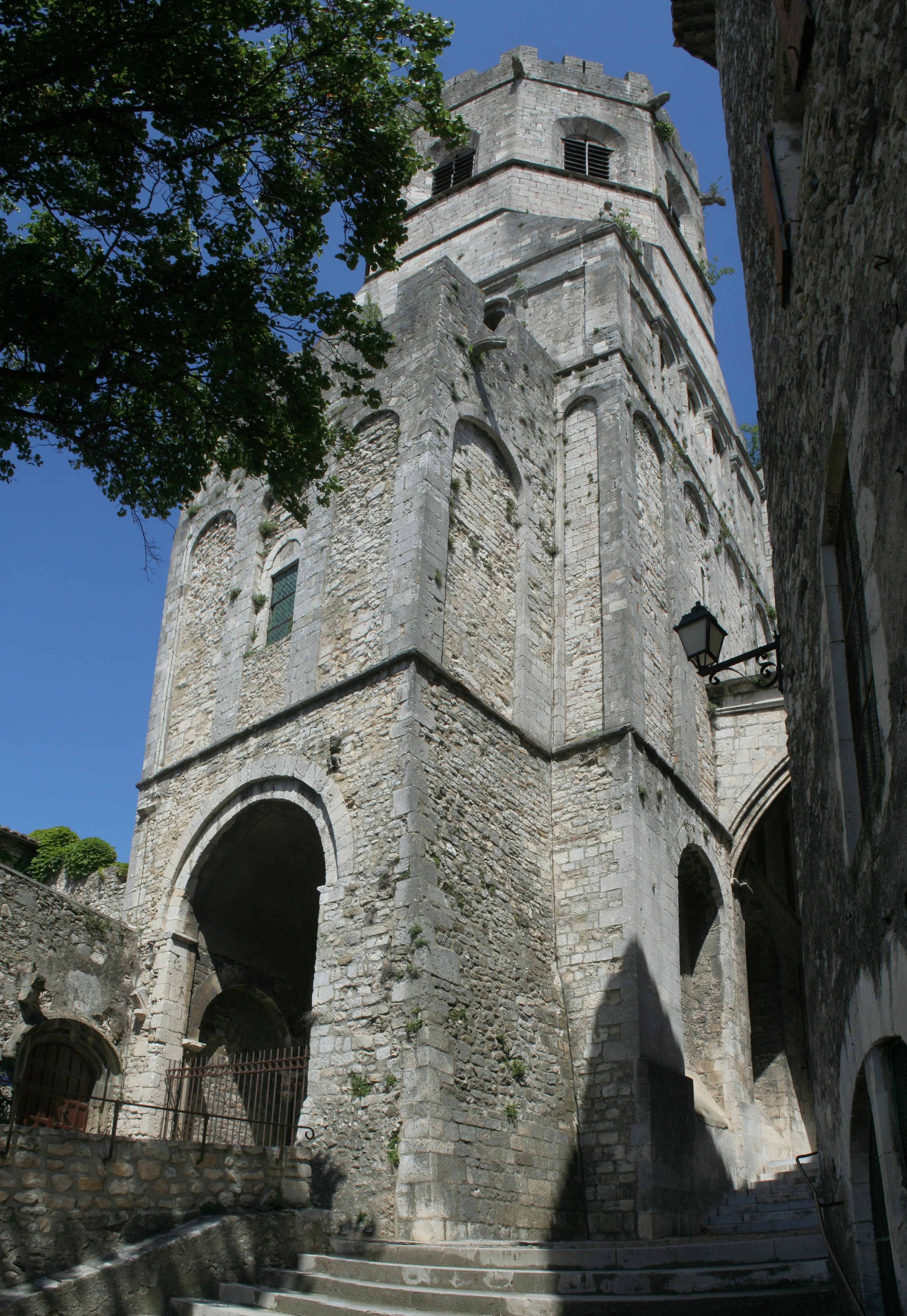
Turm der Kathedrale von Viviers

## Geschichte
Das Bistum wurde bereits im 4. Jahrhundert in der nahegelegenen Römerstadt Alba begründet und im ausgehenden 5. oder beginnenden 6. Jahrhundert nach Viviers verlegt. Im Verlauf der Französischen Revolution wurde es säkularisiert. Nachdem sein Gebiet dem Bistum Mende zugeschlagen worden war, wurde es am 6. Oktober 1822 wieder aus diesem herausgelöst und als eigenständiges Bistum innerhalb der Kirchenprovinz Lyon neubegründet.